# La Bohème (brano musicale)
La Bohème è un brano musicale di Charles Aznavour, scritto da Jacques Plante e dallo stesso Aznavour originariamente per l'operetta Monsieur Carnaval del 1965. Il singolo, estratto dal diciassettesimo album di Aznavour, La bohème del 1966, è uno dei brani più rappresentativi del suo repertorio, nonché uno dei classici del genere chanson e delle canzoni su Parigi.

## La canzone
Analogamente alle canzoni Ménilmontant (1938) di Charles Trenet o Heureux avec des riens (1955) dello stesso Aznavour, La bohème affronta i temi del ricordo e del rimpianto del passato. In particolare essa si configura come un "racconto" che raccoglie episodi dell'ormai lontana vita bohémien di un artista nel distretto parigino di Montmartre.
La canzone, che originariamente era stata scritta per Georges Guétary nell'operetta Monsieur Carnaval di Charles Aznavour, debuttò nel 1965 al Théâtre du Châtelet di Parigi, con libretto di Frédéric Dard. Charles Aznavour registrò una sua versione della canzone prima dell'inizio dell'operetta, cosa che causò screzi tra lui e Guétary e le loro rispettive etichette discografiche, Barclay e Pathé-Marconi. Il successo delle vendite dei due artisti tuttavia li portò a riconciliarsi, con l'intermediazione di Frédéric Dard.
Nel gennaio 1966 la canzone arrivò in prima posizione in Francia per tre settimane.

## Cover
Furono realizzate molte versioni in italiano, spagnolo, inglese, in tedesco e in portoghese. Alcune versioni sono quelle dei Dubstar e quella portoghese di Mafalda Arnauth, una cantante di fado.